# Dumbrava
Dumbrava es una comuna ubicada en el distrito de Timiș, Rumania.

## Superficie
Posee una superficie de 56,67 kilómetros cuadrados.

## Demografía
Hasta 2021 la población era de 2512 habitantes, con una densidad de población de 44,33 habitantes por kilómetro cuadrado.